# 逆按揭
逆按揭（英文：reverse mortgage），又名安老按揭、以房養老、倒抵押、反向房貸，是按揭（抵押貸款）的一種。借款人在世時可每月獲取一筆款項，死亡後貸款人會收回物業放售，藉此取回本金和利息。由於逆按揭沒有定期向借款人收取利息，故按揭利息是以複利的形式不斷滾大。視乎借款人壽命及樓價下跌幅度，承造逆按揭的物業最終有可能變為負資產，但是在很多司法管轄區，這類負資產無需從遺產扣除或由物業的繼承人負擔（損失歸於貸款人）。和普通按揭相反，借款人越年長、借款人數目越少，每月可獲得的款項越多。這是因為預期收回物業的時間會比較早。

## 評價
學者和監管機構對逆按揭評價褒貶不一。有些經濟學家認為逆按揭能幫助老年人獲取穩定的收入及養成細水長流的消費習慣。然而，歐美不少監管機構，例如美國的消費者金融保護局，認為當地的逆按揭計劃是“複雜難明的金融產品，消費者不容易掌握”，尤其是部分逆按揭涉及“誤導性廣告、低質量的消費者輔導”並且“充滿詐騙風險” 。消費者金融保護局更聲稱逆按揭對大部分人起不了培養良好的消費規律的效果。在加拿大，借款人接納逆按揭前，必須先尋求獨立的法律意見。

## 各地情況

### 澳洲
澳洲政府於2012年通過了放貸責任法（Responsible Lending Laws），並按此修訂了全國消費者保護法案。該法案為逆按揭設下了高層次的監管框架。除此以外，澳洲證監會（ASIC）對逆按揭的貸款人及按揭顧問有著嚴格的要求。
在澳洲申請逆按揭之前，借款人須接受輔導。輔導由持牌的逆按揭顧問提供。任何從事和逆按揭相關業務的人士，包括貸款人和經紀等，皆須從澳洲證監會取得牌照，或者以另一持牌人的僱員或代理人身份行事。
不同的放貸人對審批貸款有著不同的要求。一般而言需要滿足以下這些條件：
- 借款人必須年滿60或65歲。如借款人多於一位，最年輕的借款人必須符合本要求。
- 借款人必須全權擁有物業，除非現有按揭餘額甚少，足以用逆按揭所得款項結清。

敘做逆按揭後，物業不能作為其他貸款的抵押品。

### 加拿大
在加拿大，逆按揭主要由HomEquity銀行提供，政府不為銀行提供任何擔保。目前除了育空地區外，在各省和各領地也能辦理逆按揭。申請逆按揭不設入息審查，但需要符合以下條件：
- 申請人需要年滿55歲。如申請人已婚，其配偶也需符合本條件[11][10]。
- 申請人必須擁有物業全部或絕大部分的業權[10]。除此以外，任何尚未清還的按揭必須以逆按揭全數結清[來源請求]。

### 香港
由於逆按揭對於貸款人的風險比較高，香港按揭證券公司為銀行提供一定程度的擔保。香港共有10家銀行願意為年滿55歲的業主承造逆按揭。貸款人更可透過轉讓有現金價值的人壽保險保單給貸款人來提高借款額，也可以從按揭提取一筆過貸款，以應付樓宇維修、醫療開支、支付律師費等特殊開支。

### 台灣
中華民國內政部與行政院金融監督管理委員會於2013年起試辦正式名稱為「不動產逆向抵押」的「以房養老」制度，合作金庫與臺北市政府首先受理申請。至2017年6月，台灣共有10家金融機構承作此業務。